# 연방중앙세무청

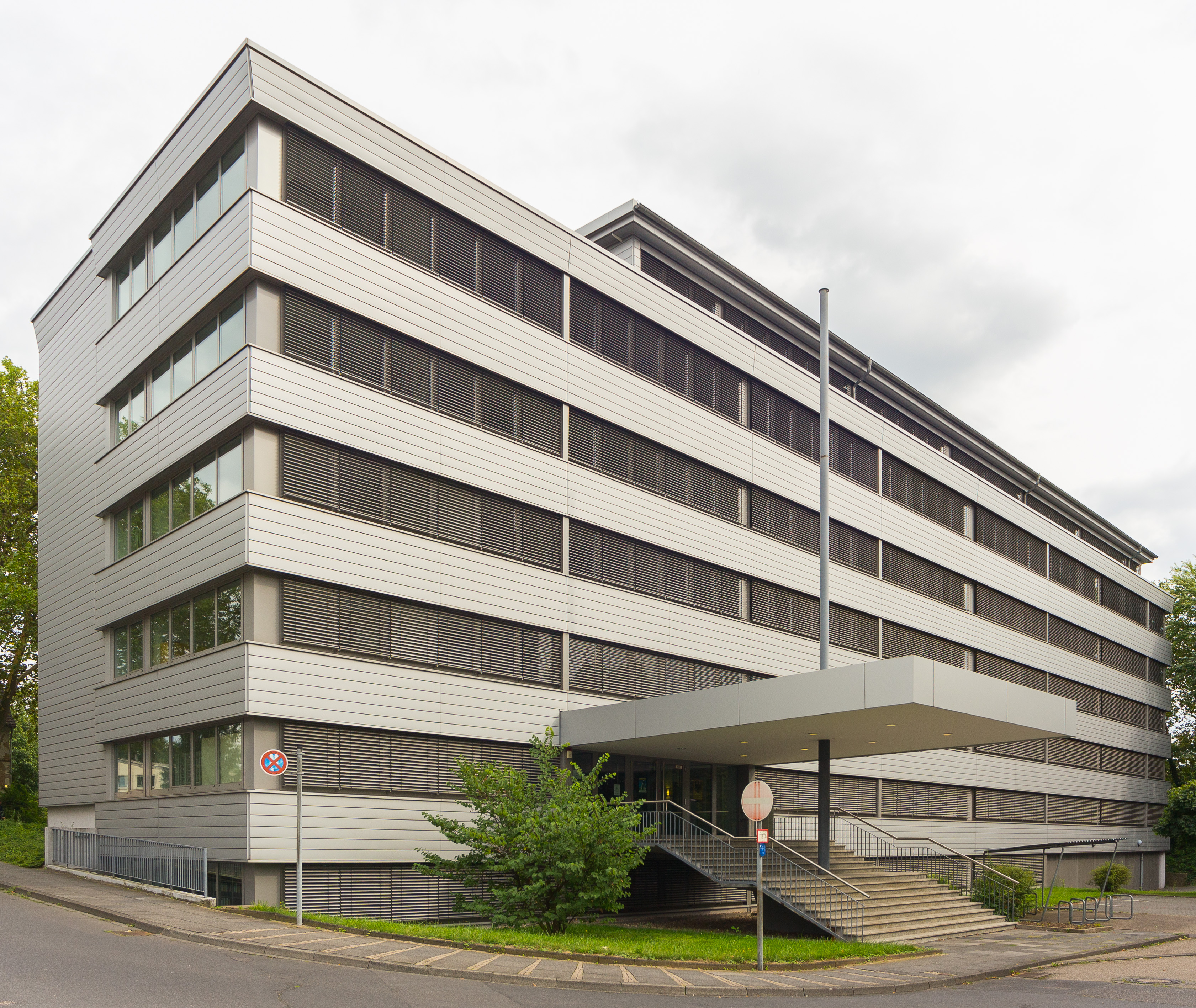
연방중앙세무청 청사

연방중앙세무청(독일어: Bundeszentralamt für Steuern; BZSt)은 독일의 연방행정기관으로서 나라의 여러 세금 관련 업무를 관리하는 일을 맡고 있다. 연방재정성의 아문이며 2006년 1월 1일 기준 직원은 약 1,350명이다.